# Жіноча збірна Гонконгу з хокею із шайбою
Жіноча збірна Гонконгу з хокею із шайбою — національна жіноча збірна команда Гонконгу, яка представляє країну на міжнародних змаганнях з хокею. Функціонування команди забезпечується Хокейною асоціацією Гонконгу, яка є членом ІІХФ.

## Історія
Збірна дебютувала переможним матчем 13:0 над збірної Макао 1 грудня 2007 року. На Кубку виклику Азії у першому Дивізіоні 2014 збірна Гонконгу провела три матчі, обігравши збірну Сінгапуру 7:1, збірну Таїланду 4:0 та збірну ОАЕ 9:0, вигравши домашній чемпіонат.

## Виступи на чемпіонатах світу
- 2014 – 4 місце (Дивізіон ІІ кваліфікація)
- 2015 – 2 місце (Дивізіон ІІ кваліфікація)
- 2016 – 2 місце (Дивізіон ІІ кваліфікація)
- 2017 – 5 місце (Дивізіон ІІ кваліфікація)
- 2018 – 4 місце (Дивізіону ІІВ кваліфікація)
- 2019 – 4 місце (Дивізіон ІІВ, кваліфікація)
- 2020 – 6 місце (Дивізіон III)
- 2023 – 1 місце (Дивізіон IIIA)
- 2024 – 3 місце (Дивізіон ІІВ)
- 2025 – 5 місце (Дивізіон ІІВ)